# Aceguá
Aceguá és una localitat de l'Uruguai, ubicada al nord-est del departament de Cerro Largo, sobre la franja fronterera amb el Brasil. Es troba a 234 metres sobre el nivell del mar. Té una població aproximada de 1.511 habitants al cens de 2011. Es bessona d'una població a l'altre costat de la frontera, que porta el mateix nom.
El nom deriva del Tupi-Guaraní yace-guab que vol dir "Lloc de descans etern". Com a data de fundació es va adoptar el 24 d'abril de 1863 que fou quan es va intentar establir la població al costat de la duana que hi havia al lloc.
El 1897 va tenir lloc a la rodalia la batalla d'Aceguá entre els exèrcits de Aparicio Saravia i el general Justino Muniz.
La localitat fou declarada poble oficialment per llei 10.101 de 23 de desembre de 1941 i elevada a la categoria de vila per llei 15.810 de 14 d'abril de 1986.
La ciutat està a les faldilles de la Serra d'Aceguá i a la carretera de Melo. La població gran més propera és Bagé al Brasil, a 59 km.

## Demografia
| 1963 | 1975 | 1985  | 1996  | 2004 |
| ---- | ---- | ----- | ----- | ---- |
| 464  | 929  | 1.302 | 1.432 | 1493 |